# KTSV Preussen 1855 Krefeld
Maillots
Dernière mise à jour : 23 mars 2011.
Le KTSV Preussen 1855 Krefeld est un club omnisports allemand localisé à Krefeld en Rhénanie du Nord-Westphalie.
Ce club se définit de longue tradition puisqu’il détient l’héritage de plusieurs anciens cercles sportifs locaux.
En 1951, la section de hockey sur glace du club fut championne d’Allemagne de l’Ouest.
Ce club, comporte outre le football plusieurs autres sections, dont l’athlétisme, le badminton, le canoë, l’escrime, la gymnastique, le handball, la natation, le tennis de table…

## Repères historiques
- 1855 – fondation du KREFELDER TURN VEREIN 1855.
- 1895 – fondation du CREFELDER FUSSBALL CLUB 1895.
- 1904 – fondation du FUSSBALL CLUB PREUSSEN 1904 KREFELD, du FUSSBALL CLUB RHENANIA 1904 KREFELD, de l’ARBEITER TURN-und SPORTVEREIN KREFELD et du FUSSBALL CLUB VORWÄRTS 1904 KREFELD.
- 1910 - FUSSBALL CLUB VORWÄRTS 1904 KREFELD fut renommé VEREIN für BEWEGUNGSPIEL 1904 KREFELD.
- 1911 - le CREFELDER FUSSBALL CLUB 1895 fusionna avec le FUSSBALL CLUB PREUSSEN 1904 KREFELD pour former le CREFELDER FUSSBALL CLUB PREUSSEN 1895.
- 1919 - Le FUSSBALL CLUB RHENANIA 1904 KREFELD fusionna avec l’ARBEITER TURN-und SPORTVEREIN KREFELD pour former l’ARBEITER TURN-und SPORTVEREIN RHENANIA 1904 KREFELD.
- 1920 - l’ARBEITER TURN-und SPORTVEREIN RHENANIA 1904 KREFELD et le VEREIN für BEWEGUNGSPIEL 1904 KREFELD fusionnèrent pour former le VEREIN für BEWEGUNGSPIEL RHENANIA 1904 KREFELD.
- 1921 - Le VEREIN für BEWEGUNGSPIEL RHENANIA 1904 KREFELD fut renommé VEREIN für LEIBENSÜBUNGEN KREFELD 1904.
- 1933 - Le CREFELDER FUSSBALL CLUB PREUSSEN 1895 fusionna avec le VEREIN für LEIBENSÜBUNGEN KREFELD 1904 pour former le VEREIN für LEIBENSÜBUNGEN PREUSSEN KREFELD 1895.
- 1949 – Le KREFELDER TURN VEREIN 1855 'fusionna avec le VEREIN für LEIBENSÜBUNGEN PREUSSEN KREFELD 1895 pour former le KREFELDER TRADITION SPORTVEREIN PREUSSEN KREFELD 1855.

## Histoire (football)
En 1928, le CFC Preussen FC 1895 fut vice-champion de la Westdeutscher Spielverband (WSV), ancêtre de l’actuelle "WLFV". Grâce à cela, le club participa à la phase finale du championnat national. À Hamborn, il fut battu (1-3) au premier tour, par le Tennis Borussia Berlin.
En 1933, le VfL Preussen Krefeld 1895 fut un des membres fondateurs de la Gauliga Niederrhein, une des seize ligues créées sur ordre des Nazis, dès leur arrivée au pouvoir. Le club y évolua quatre saisons puis fut relégué.
Peu après la Seconde Guerre mondiale, le club connut sa dernière fusion qui lui donna sa forme et son nom actuel. À cette époque, le club joua en 2. Liga West, une ligue située dans l’organisation de l’époque au 2e niveau de la hiérarchie.
Entre 1992 et 1996, le KSTV Preussen évolua en Oberliga Nordrhein d’abord niveau 3 celle-ci devint le quatrième niveau lors de l’instauration des Regionalligen,en 1994. 
Après avoir reculé dans la hiérarchie, le club remonta en Landesliga Nierderrein en 2007.
En 2010-2011, le KTSV Preussen Krefeld évolue en Bezirksliga Niederrhein, soit au 8e niveau de la hiérarchie de la DFB.